# Begonia conchifolia
Begonia conchifolia е вид цъфтящо растение от семейство Бегониеви. То е родом от Централна Америка; Ел Салвадор, Коста Рика и Панама. Като стайно растение се справя най-добре на пряка слънчева светлина. Най-известният сорт е Red Ruby.